# 5443 Encrenaz
5443 Encrenaz (1991 NX1) là một tiểu hành tinh vành đai chính được phát hiện ngày 14 tháng 7 năm 1991 bởi Holt, H. E. ở Palomar.